# Netelia ephippiata
Netelia ephippiata är en stekelart som först beskrevs av Smith 1876.  Netelia ephippiata ingår i släktet Netelia och familjen brokparasitsteklar. Inga underarter finns listade i Catalogue of Life.